# René Borremans
René Borremans (Ligne, 11 augustus 1930 - Fleurus, 15 juni 2014) was een Belgisch senator.

## Levensloop
Borremans behaalde in 1952 een regentaat Frans-Latijn aan de normaalschool in Bergen en werkte van 1957 tot 1985 als onderwijzer in het Atheneum van Fleurus.
In 1970 werd hij voor de socialistische PSB verkozen tot gemeenteraadslid van Fleurus, waar hij van 1971 tot 1976 schepen voor Openbaar Onderwijs en van 1977 tot 1993 burgemeester was. Hij bleef nog gemeenteraadslid tot in 1994.
Van 1979 tot 1980 was hij tevens attaché op het kabinet van minister van Nationale Opvoeding Jacques Hoyaux. In 1981 werd hij verkozen tot provincieraadslid van Henegouwen, om daarna in 1985 de overstap te maken naar de nationale politiek. Van 1985 tot 1995 zetelde hij in de Senaat als rechtstreeks gekozen senator voor het arrondissement Charleroi-Thuin. Door het toen bestaande dubbelmandaat werd Borremans eveneens lid van de Waalse Gewestraad en de Raad van de Franse Gemeenschap. Als parlementslid interesseerde hij zich vooral voor ruimtelijke ordening en internationale betrekkingen en van 1987 tot 1991 was hij in de Waalse Gewestraad voorzitter van de commissie Ruimtelijke Ordening.
Daarnaast bekleedde Borremans verschillende bestuursfuncties, zo was hij onder andere bestuurder bij het Nationaal Instituut voor Radio-elementen, voorzitter van televisiedistributeur Brutélé en bestuurder bij het TEC in Charleroi.